# Марион (округ, Флорида)
Ма́рион (англ. Marion county) — округ штата Флорида Соединённых Штатов Америки. На 2000 год в нем проживало 258 916 человек. По оценке бюро переписи населения США в 2008 году население округа составляло 329 628 человека. Окружным центром является город Окала.

## История
Округ Марион был сформирован в 1844 году из частей округов Алачуа, Москито (Ориндж) и Хилсборо. До 1853 года в его состав входила большая часть территории округов Лейк и Самтер. Округ назван в честь героя войны за независимость генерала Фрэнсиса Мэриона из Южной Каролины.